# Телескоп (созвездие)
Телеско́п (лат. Telescopium, Tel) — тусклое созвездие южного полушария неба. Занимает на небе площадь в 251,5 квадратного градуса, содержит 50 звёзд, видимых невооружённым глазом.

## Условия наблюдения
Созвездие в России частично наблюдается лишь в самых южных её регионах, южнее широты +44°30′. В Сочи звезда α Телескопа восходит примерно на 1° над горизонтом, достигая кульминации спустя всего 50 минут. В Анапе созвездие уже не видно. Полная видимость на широтах южнее +33°. Лежит к югу от Стрельца и Южной Короны.

## История
Новое созвездие. Не связано с легендами. Введено Николой Луи де Лакайлем в 1756 году, латинское название предложено в 1763 году. Лакайль посвятил созвездие конкретному инструменту — воздушному телескопу Кассини.